# Louis Herman De Koninck
Louis Herman De Koninck (Saint-Gilles, 31 de marzo de 1896-Uccle, 21 de octubre de 1984) fue un arquitecto y diseñador racionalista belga. Está considerado el mejor arquitecto moderno belga de entreguerras.

## Trayectoria

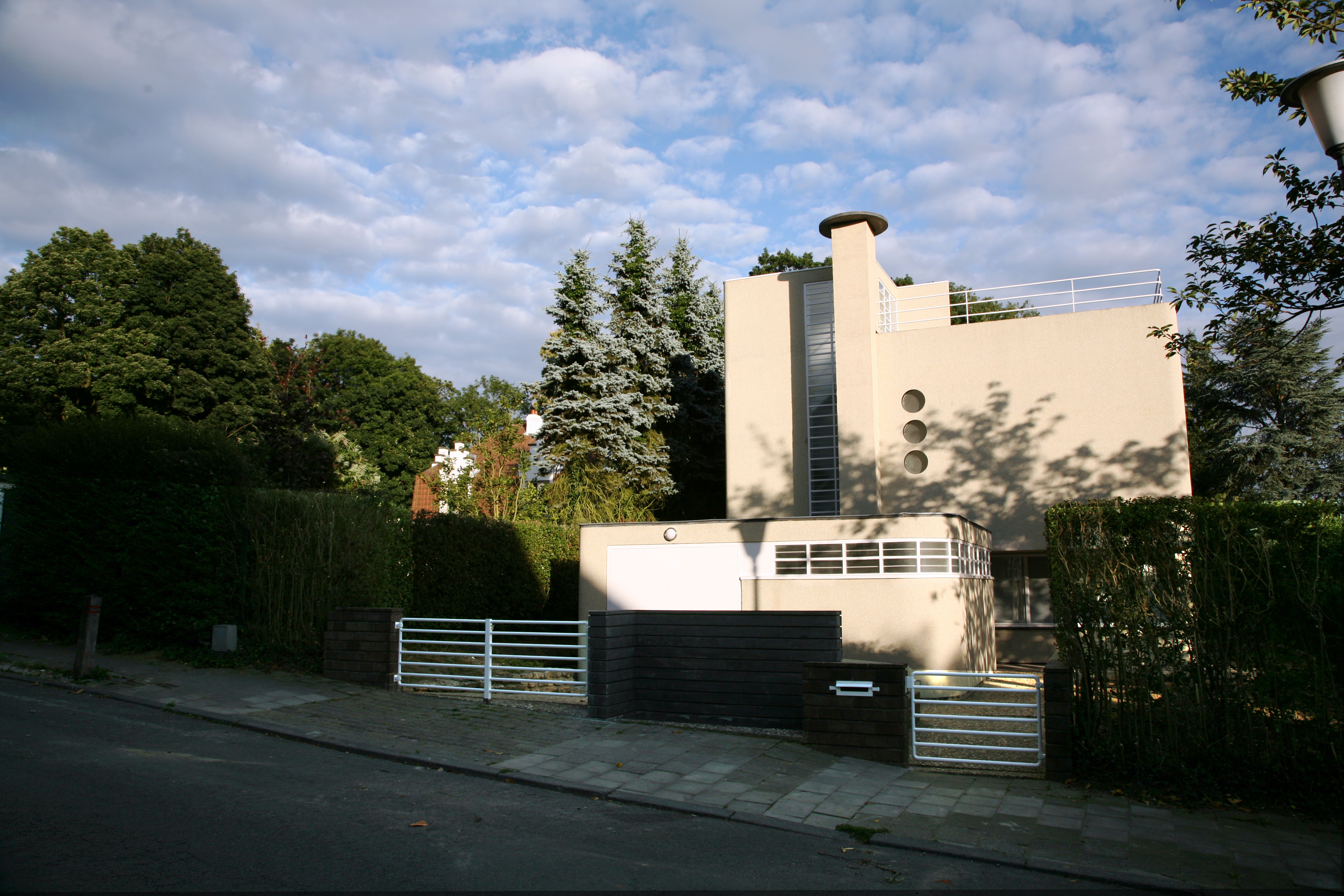
Casa Berteaux (1937), Uccle

Estudió en la Academia Real de Bellas Artes de Bruselas, donde se tituló en 1916. Amplió sus estudios en la Escuela Industrial de Bruselas, preferentemente en cuanto se refiere al uso del hormigón armado. Desde entonces emprendió una serie de investigaciones encaminadas a los procesos industriales en la construcción, el uso de elementos prefabricados, los medios de estandarización de los materiales constructivos y el estudio del hábitat mínimo, gracias a lo que desarrolló varios prototipos de elementos prefabricados en hormigón, metal y madera.
En 1917 fue contratado por la firma De Smaele para el diseño y fabricación de elementos estandarizados, que dio lugar a los productos DS y Geba, utilizados en las casas obreras de La Roue en Anderlecht (1922). En 1920 creó también para la empresa Van Hamme unos prototipos de chasis metálicos. Para la empresa Van de Ven diseñó igualmente elementos de mobiliario estandarizado, paredes interiores y sistemas constructivos en madera desmontable.
Tras unos inicios influido por la Sezession vienesa (casa Campo en Auderghem, 1921), evolucionó hacia el racionalismo, cuyo primer exponente fue su propia casa en Uccle (1924), de forma cúbica, con una original distribución del espacio interior alrededor de una tubería de calefacción central inventada por él mismo. Dos años más tarde, en 1926, realizó la casa-taller del pintor Lenglet en Uccle, un dúplex que denota todavía la influencia de Victor Horta.
En 1927 introdujo un sistema de construcción basado en delgadas láminas de hormigón armado, que experimentó en la casa de la avenida Brassine en Auderghem. En 1930 patentó un ladrillo de vidrio con refracción normalizada. Ese año proyectó una vivienda metálica de bajo coste que presentó en la Exposición de Lieja.

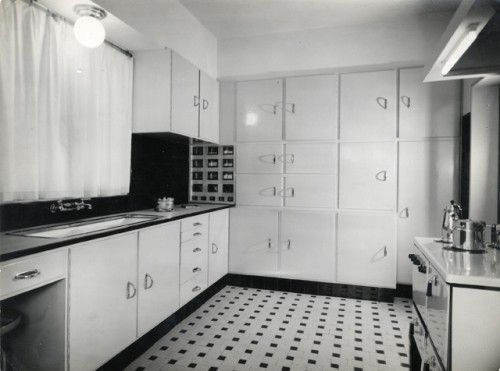
Cocina Cubex (1930)

En los años 1930 realizó algunas de sus mejores obras: villa para el arquitecto paisajista Jean Canneel en Auderghem (1931), que sustituyó a un proyecto anterior no ejecutado de Le Corbusier; casa del coleccionista Dotremont en Uccle (1932); villa del doctor Ley en Uccle (1934); edificio de la calle del Ermitage en Ixelles (1935); villa Paquebot en Zoute (1936); conjunto de viviendas en la plaza Coghen de Uccle (1936); casa Berteaux en Uccle (1937).
También continuó con sus investigaciones sobre procesos constructivos: en 1930 presentó en el III Congreso del CIAM celebrado en Bruselas la cocina Cubex, uno de los primeros sistemas de muebles estandarizados superpuestos y yuxtapuestos. En 1933 ganó el concurso organizado por la Agrupación Belga de fabricantes de cemento para el diseño de una casa construida completamente de cemento. En 1939 ideó dos sistemas constructivos de elementos modulados desmontables en madera, denominados Metrikos y Tecta. En 1945 diseñó unos bungalows metálicos provisionales ideados para siniestros.
De Koninck fue el único arquitecto belga representado en la exposición Modern Architecture - International Exhibition que se celebró en el Museum of Modern Art (MoMA) de Nueva York en 1932.
Entre 1942 y 1973 fue profesor en la École nationale supérieure d'architecture et des arts visuels (La Cambre) de Bruselas.